# SSZ級軟式飛行船
SSZ級軟式飛行船
- 用途：哨戒
- 分類：軟式飛行船
- 設計者：カペル・ル・ファーンのRNAS飛行船基地
- 製造者：
- 運用者：イギリス海軍
- 初飛行：1916年
- 生産数：77隻
- 運用状況：退役

SSZ級軟式飛行船とは、第一次世界大戦中、初期のSS級軟式飛行船を基としてイギリスで開発された軟式飛行船である。SSZはSea Scout Zeroのイニシャルである。こうした航空機の主な任務とは輸送船団を護衛し、ドイツのUボートの偵察・捜索にあたることだった。

## 設計と開発
SSZ級軟式飛行船は、フォークストン近郊のカペル・ル・ファーンに置かれたイギリス海軍航空隊（RNAS）飛行船基地に勤務する3人の士官により作り出された。これはSS級軟式飛行船を代替するものだった。
他のSS級軟式飛行船と同様、SSZ級は容量2,000立方mの気嚢を有し、この中には浮力調節用として容量各180.5立方mの小気室を2個搭載していた。またSSP級軟式飛行船のように、燃料は気嚢の軸線上に吊された、アルミニウム製タンクに搭載された。
操縦室の設計は他のSS級軟式飛行船を出自としたものだった。これはボート様の流線形状を取り、防水され、前端から後尾まで床張りが施された。また側面には、繊維で包んだ8層の材木またはアルミニウム材が張られた。操縦室は快適で、3名の搭乗員を収容した。前方の座席は無線手兼機銃手で占められ、中央座席は操縦士、また機関士は後方に配された。
水冷式75馬力（56kW）ロールスロイス・ホークエンジンが1機、操縦室後部の上方に設けられた架台へ取り付けられた。この機関は推進式形状に配された、直径2.7mの4翅プロペラを駆動した。
SSZ級の設計は、同時期にRNASキングスノースで開発されたSSP級軟式飛行船よりも優れていると判定された。このためSSP級は生産中止となった。

## 運用、主な記録

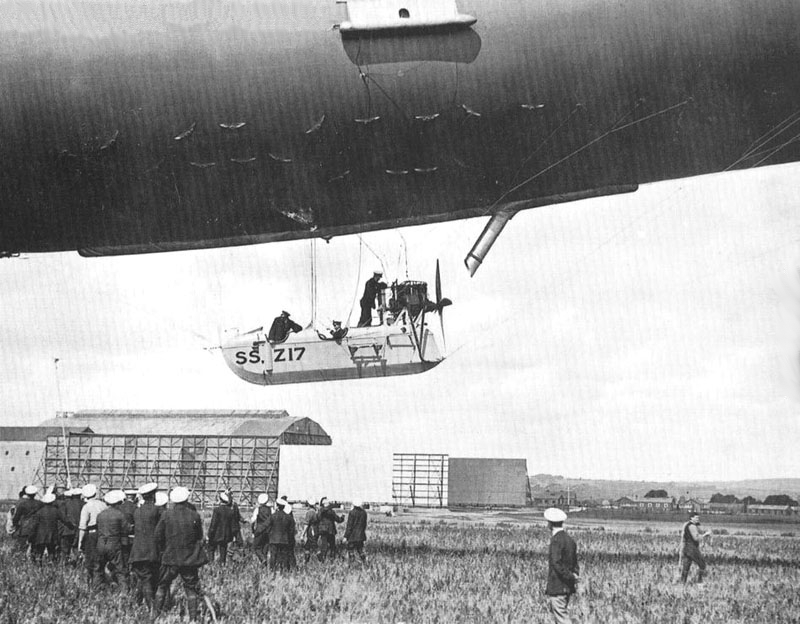
1917年、ペンブロークにつながれた「SSZ 17」機。ボート形状に成型された操縦室や、気嚢へ補給空気を汲み入れる部分に注目。

平均的な哨戒は8時間続けられたが、もっと長時間滞空した飛行例が存在する。3例は25時間から26時間、1例が30時間20分、また1918年の夏には50時間55分の記録が「SSZ.39」機によりもたらされた。
1918年8月16日、使われなくなった気嚢と予備のSSZ級軟式飛行船の操縦室を使い、応急仕様のSSZ級がRNASハウデン飛行船基地で組み立てられていた。操縦室から漏れ出したガソリンが気化し、しばらくたった後、無線装置を試験した際に火花によって点火した。直後に火球が生じ、燃料と気化ガスがこれに拍車をかけた。この火災は共に格納庫に収容されていたSSZ級とR23X級飛行船「R27」機を完全に包んで破壊した。格納庫自体は残ったものの、パイロット1名が命を失い、またさらに、近くに駐機していた2機の飛行船、SSZ.38とSSZ.54も破壊された。
航行中のSSZ級は従来より高い安定性と長期の滞空性能をもつことから、これらの飛行船は、以前試みられたよりも悪い気象条件の中で行動させることができた。1917年初頭には、既存のSS級軟式飛行船が全てSSZ級により代替された。こうした飛行船は建造された時と同程度の速さで交替されていき、そして1916年から1918年にかけ、合計77隻のSSZ級軟式飛行船が製造された。アメリカ合衆国とフランスはこの中の2機を各々取得した。

## 使用国
- フランス
- イギリス、イギリス海軍
- アメリカ合衆国、アメリカ海軍

## 主要諸元
データは以下による。
主要諸元
- 乗員：3名
- 全長：43.70m
- 直径：9.10m
- 容積：2,000立方m
- 実用搭載重量：605kg
- 主機：ロールスロイス・ホーク、75hp (56kW)

性能
- 最高速度：85km/h
- 上昇率：6.1m/s

兵装
- ルイス軽機関銃、1挺
- 50kg爆弾、2発。もしくは110kg爆弾、1発